# Decisió per consens
Per a la política de consens de la Viquipèdia, vegeu Viquipèdia:Consens.
El consens, en sociologia, fa referència a l'acceptació d'una proposició o d'una ideologia (mitjançant un procés concret) per part d'una comunitat. Per tant, quan "hi ha hagut consens en alguna cosa" vol dir que aquesta cosa ha estat acceptada per part de la comunitat afectada.
L'acceptació, pot donar-se a partir d'unes normes a definir per la mateixa comunitat; per votació, per debat, etc. La decisió per consens és un procés de decisió que no busca únicament l'acord de la majoria dels participants, sinó que també té com a objectiu resoldre o atenuar les objeccions de la minoria, i així arribar conjuntament a la decisió més satisfactòria. Consens significa alhora el fet d'arribar a un acord general i el procés que ha fet possible arribar-hi. La presa de decisions per consens tracta fonamentalment aquest procés.
A diferència de la unanimitat, la decisió per consens no ha de ser acordada per la totalitat dels membres, sinó que ha de ser presa per la totalitat dels membres que exerceixen el vot o posicionament. D'aquesta manera les abstencions no es tenen en compte en el consens, però si en una decisió per unanimitat.